# کوئیرها این را بخوانند
«کوئیرها این را بخوانند» یا دگرباشان این را بخوانند، (که با یکی از جملات آن «از استریت‌ها متنفرم» نیز شناخته می‌شود) جستاریست دربارهٔ هویت دگرباشان که به شکل ناشناس نوشته شده. این جستار در ابتدا توسط اعضای کوئیر نیشن (به انگلیسی: Queer Nation) به عنوان یک جزوه در رژه پراید همجنسگرایان نیویورک در ژوئن ۱۹۹۰ منتشر شد و عموماً به عنوان مانیفست این گروه شناخته می‌شود.
این مقاله کوئیر بودن را بر پایه بر موقعیت اجتماعی و کنش اجتماعی توصیف می‌کند، در مقابل هویت همجنس‌گرا و لزبین که بر اساس تمایلات «طبیعی» یا ذاتی در نظر گرفته می‌شود. در بخش‌های متعدد جستار که از صداها و لحن‌های گوناگون استفاده می‌کنند، منطقی برای بازتعریف اصطلاح کوییر ارائه می‌کند و پیشنهاد می‌کند که کوئیر بودن به معنای مبارزه مداوم با ظلم است.
«دگرباشان این را بخوانند» به عنوان یکی از اولین بیان‌های کنش‌گری دگرباش و نظریه دگرباش در نظر گرفته می‌شود، با نظریه کوئیر که بعداً به بسیاری از مفاهیم مورد بحث در مقاله بسط یافت. با این حال، برخی از محققان عقیده داشتند که این جستار به جای نقد دگرجنسگراهنجاری به نقد دگرجنسگرایی می‌پردازد.

## زمینه
چگونه می‌توانم به شما بگویم، برادر، خواهر، چگونه می‌توانم شما را متقاعد کنم که زندگی شما در خطر است: هر روز که به عنوان انسانی کارآمد، زنده و نسبتاً شاد از خواب بیدار می‌شوید، مرتکب یک عمل سرکشانه هستید. شما به عنوان یک دگرباش زنده و کارآمد، یک انقلابی هستید.

سطرهای آغازین «کوئیرها این را بخوانند» 
اصطلاح کوئیر در ابتدا به عنوان واژه‌ای تحقیر آمیز علیه افراد لگبت استفاده می‌شد. در اواخر دهه ۱۹۸۰، این اصطلاح توسط فعالان کوئیر مورد استفاده مجدد قرار گرفت. این تصاحب مجدد، به ویژه در میان رنگین پوستان، با سیاست‌های رادیکال و رد محافظه‌کاری لیبرال در جامعه لگبت همراه بود.
دوره ای که در طی آن «کوئیرها این را بخوانند» نوشته شد با دگرجنس‌گرایی و همجنس‌گرا هراسی، اپیدمی اچ‌آی‌وی/ایدز در ایالات‌متحده، و خشونت و تبعیض مکرر بر اساس گرایش جنسی و بیان جنسیتی گره خورده بود. تا اوایل آوریل ۱۹۹۰، موارد خشونت علیه افراد دگرباش جنسی از ابتدای همان سال ۱۲۲ درصد افزایش یافته بود، که باعث ایجاد گروه اقدام عملی کوئیر نیشن توسط اعضای ACT UP شد.
کوئیر بودن به عنوان یک مفهوم در اوایل دهه ۱۹۹۰ با این پیش‌زمینه، اغلب با احساس خشم و طرد کردن ساختارهای اجتماعی موجود شکل گرفت.

## انتشار
مشخص نیست چه کسی «کویرها این را بخوانند» را نوشته است. در جستار اصلی نوشته شده که «به صورت ناشناس توسط کوئیرها منتشر شده» و کوئیر نیشن به صراحت مسئولیت این جستار را بر عهده نگرفت. انتشار آن در درون گروه نیز بحث‌برانگیز بود زیرا برخی آن را به عنوان حمایت از جدایی‌طلبی کوئیرها یا احساسات ضد-دگرجنس‌گرایی تفسیر کردند. با این حال، این مقاله به‌طور کلی به کوئیر نیشن نسبت داده و به عنوان یک مانیفست درک می‌شد.
اعضای کوئیر نیشن برای اولین بار «کویرها این را بخوانند» را در قالب جزوه در ژوئن ۱۹۹۰ در رژه پراید همجنس‌گرایان نیویورک منتشر کردند. هر جزوه یک برگه کاغذ روزنامه با اندازه استاندارد بود که دو طرفه چاپ شده بود و از وسط تا می‌شد تا چهار صفحه ایجاد کند. عنوان جستار در جلوی جزوه نوشته شده بود «Queers Read this»، در حالی که متن مشابه در پشت نوشته بود «I Hate Straights". تقریباً ۱۵۰۰۰ نسخه از این مقاله توسط اعضای کوئیر نیشن که همراه با گروه ACT UP در رژه راهپیمایی کردند، توزیع شد و متعاقباً از طریق فتوکپی، فکس و پست از فردی به فرد دیگر توزیع شد.

## محتوا

«دگرباشان این را بخوانند» به چند بخش مجزا تقسیم شده است که با لحن‌های مختلف نوشته شده است.

«کوئیرها این را بخوانند» از زبان غیررسمی و در دسترس استفاده می‌کند و شامل مفاهیم بسیاری در حوزه نظریه کوئیر است که در زمان نگارش قطعه نوپا بودند و بعداً دربارهٔ آنها توضیح داده شد. علاوه بر این به اپیدمی HIV/AIDS در ایالات متحده و فقدان پاسخ مؤثر به این بیماری همه گیر در زمان نگارشش می‌پردازد.
این مقاله شامل چندین بخش با لحن‌های متنوع است. لحن آن اکثرن اضطراریست  و بین خوش‌بینی، منفی‌بینی و عصبان در جابه‌جایی است. این مقاله با دگرباشان محافظه‌کار و غیرفعال و دگرباشان فعال سیاسی، لحن جدالی دارد و می‌گوید که وجود دگرباشی به خودی خود سیاسی و انقلابی است. به افراد کوئیر می‌گوید «به خود اجازه دهید عصبانی باشید» و این ایده را رد می‌کند که «کوئیر خوب عصبانی نمی‌شوند». علاوه بر این از جامعه دگرجنس‌گرایان را می‌خواهد که پاسخگو باشند، و تأکید می‌کند که «تا زمانی که من از همان آزادی حرکت و جنسی استریت‌ها برخوردار باشم، امتیاز آنها باید گرفته شود و باید به من و خواهران و برادران دگرباشم داده شود».
«کوئیرها این را بخوانند» به‌طور مداوم خواننده خود را به چالش می‌کشد تا به‌طور آشکارتر و فعال تر دگرباش باشد،  و هویت دگرباش را نه تنها به عنوان بیان گرایش جنسی، بلکه تعهد به کنشی خاص توصیف می‌کند. افتخار لِگبَت را فرا می‌خواند  و آشکارسازی را تشویق می‌کند، در قسمتی از خواننده می‌خواهد که «خود را از وضعیت معمول پذیرش خود دور کند». بخشی که بر دیده شدن لزبین‌ها متمرکز است، تأکید می‌کند که زنان دگرباشان باید خود را در انقلاب دخیل کنند: «دختر، نمی‌توانی صبر کنی تا دایک‌های دیگر دنیا را برایت امن کنند. منتظر آینده‌ای بهتر برای لزبین‌ها نباش! انقلاب می‌تواند اینجا باشد اگر ما آن را شروع کنیم.» 
این مقاله کوئیر بودن را به جای جامعه‌ای بر اساس ویژگی‌های به ارث رسیده، جامعه‌ای در دسترس بر پایه «انتخاب» و «کنش» توصیف می‌کند؛ بنابراین هویت کوئیر با هویت گی یا لزبین در تضاد است.

### هویت و اصطلاح کوئیر
استفاده از اصطلاح کوئیر و مفهوم‌سازی هویت کوئیر در مقاله، برخی از خوانندگان بالقوه را هنگام توزیع اولیه از خود بیگانه کرد. استر کاپلان روزنامه‌نگار، خاطرنشان کرد که برخی از مشارکت‌کنندگان در رژه از گرفتن نسخه‌ای از جزوه خودداری کردند، زیرا در آن از «کوئیر» استفاده شده بود. به گفته ای جی رند، تأثیر عنوان «کوئیرها این را بخوانند» این است که هرکسی که مقاله را می‌خواند «بدون فکر لحظه‌ای یا تردید، باید کوئیر بودن بپذیرد».  استفاده از اصطلاح کوییر در خود مقاله به شکل زیر توجیه شده در بخشی با عنوان «چرا کوئیر»: 
آه، آیا واقعاً باید از این واژه استفاده کنیم؟ همه‌اش دردسره. هر فرد گِی‌ای برداشت خاص خود را از آن دارد. برای برخی به معنای عجیب و غریب و نوعی مرموزیت است [...] و برای برخی دیگر «کوئیر» آن خاطرات وحشتناک رنج نوجوانی را تداعی می‌کند [...] خب، بله، «گی» عالی است. جای خودش را دارد. اما هنگامی که بسیاری از لزبین‌ها و گی‌ها صبح از خواب بیدار می‌شوند، ما احساس عصبانیت و انزجار می‌کنیم، نه گِی؛ بنابراین ما انتخاب کرده‌ایم که خودمان را کوئیر بنامیم. استفاده از «کوئیر» راهی است برای یادآوری اینکه بقیه جهان چگونه ما را درک می‌کنند.
این جستار همچنین به‌طور خاص استفاده مجدد از این اصطلاح را تأیید می‌کند و بیان می‌کند که «کوئیر می‌تواند یک کلمه خشن باشد اما همچنین یک سلاح حیله‌گر و کنایه آمیز است که می‌توانیم از دستان همجنس‌گراهراس‌ها بدزدیم و علیه آن‌ها استفاده کنیم». در این زمینه، کوئیر را به عنوان «ایجاد نوع دیگری از زندگی» در تقابل با «جریان اصلی، حاشیه سودها، میهن‌پرستی، مردسالاری یا آسمیله‌شدن» تعریف می‌کند.  همچنین اشاره می‌کند که این اصطلاح دارای جنسیتی خنثی است: «کوئیر، برخلاف گِی، به معنای مرد نیست.»
این چهارچوب‌سازی برای کوئیر به‌عنوان هویتی به حاشیه رانده‌شده، و خواننده را به‌عنوان عضوی از آن گروه به حاشیه رانده شده دیدن و پایهٔ جستار برای این است که دگرباشی به چه معناست و باید به چه معنا باشد. در جایی، جستار تأکید می‌کند که «کوئیر بودن به معنای حق داشتن حریم خصوصی نیست، بلکه برای آزادی عمومی داشتن، برای فقط آن چیزی که هستیم، باشیم است. این به معنای مبارزه روزمره با ظلم، همجنس‌گراهراسی، نژادپرستی، زن‌ستیزی، تعصب مذهبی و نفرت از خود است.» 

## استقبال

### واکنش‌های معاصر
«کویرها این را بخوانند» پس از انتشار حتی در خود گروه بحث‌برانگیز بود،  و برخی از افراد حاضر در رژه به این استفاده از اصطلاح کوییر اعتراض کردند یا با دیدن این کلمه از گرفتن رونوشت خودداری کردند. با وجود این، توزیع جزوه توسط ملت کوئیر در رژه افتخار ۱۹۹۰ و پوشش مطبوعاتی متعاقب آن، شهرت عمومی این گروه را تثبیت کرد. پوشش رسانه‌ای گروه را به مخاطبان ملی رساند و منجر به تأسیس شعبه‌ای در سانفرانسیسکو شد. شعبه‌های دیگر شهرهای بزرگ ایالات متحده به سرعت بنا نهاده شدند.

### تحلیل آکادمیک

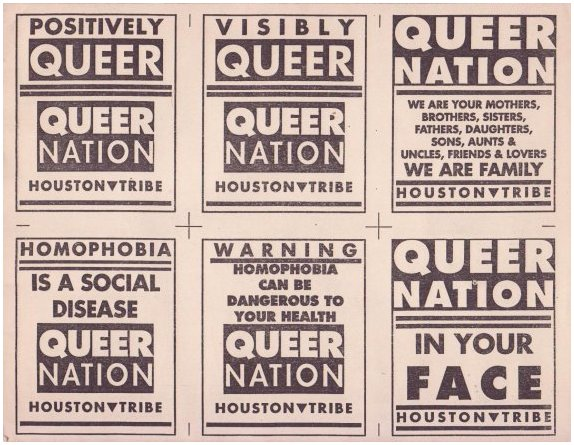
پوسترهای کوئیر نیشن در هیوستون

«کوئیرها این را بخوانند» توجه آکادمیک را به خود جلب کرده، و اغلب به عنوان خاستگاه نظریه کوئیر و کنشگری دگرباشان رادیکال معرفی شده است. این جستار اولین استفاده از اصطلاح کوییر در این زمینه نبود. این کلمه در اواخر دهه ۱۹۸۰ مورد استفاده مجدد قرار گرفت. در سال ۱۹۹۰، کنفرانسی در دانشگاه کالیفرنیا، سانتا کروز با عنوان «نظریه کوئیر» برگزار شد، اعضای ACT UP خود را دگرباش معرفی کردند و کوئیر نیشن نیز تأسیس شد. در سال ۲۰۱۳، یاسمین نیر در ویندی سیتی تایمز اظهار داشت که جزوه «کوئیرها این را بخوانند» یکی از «روشن‌ترین ابرازهای» این زبان جدید است.
این مقاله به دلیل هدف قرار دادن دگرجنس‌گرایی به جای دگرجنس‌گراهنجاری مورد انتقاد قرار گرفته است. در سال ۱۹۹۷ در نقد کنشگری دگرباش، کتی جی کوهن برای حمایت از استدلال خود به این جستار استناد کرد که «به جای بی‌ثبات کردن مقوله‌های فرضی و دوگانه‌های هویت جنسی، سیاست‌های کوئیرها در خدمت تقویت دوگانگی‌های ساده بین دگرجنس‌گرایان و هر چیز کوئیر بوده است». کوهن استدلال کرد که در حالی که «فعالان کوئیر و نظریه‌پردازان کوئیر ریشه در یک سنت مبارزه سیاسی دارند که اغلب با رنگین پوستان و سایر گروه‌های به حاشیه رانده شده گره خورده» و این دوگانگی درکی تقلیل دهنده از ظلم ایجاد کرد که فاقد آگاهی طبقاتی بود و ناتوان در پاسخگویی به ستم نژادی. او استدلال کرد که تمرکز بر دگرجنس‌گراهنجاریاجازه می‌دهد تا «الگوهای تولید مثل ناهنجار و ساختارهای خانوادگی افرادی که دارای برچسب دگرجنس‌گرا هستند نیز برای تنظیم و حذف آنها استفاده شود.»  مارتین جوزف پونس نیز در سال ۲۰۱۸ حرف کوهن را تکرار کرد و نوشت که این مقاله «در توضیح مظاهر امتیازات کوئیر و آسیب‌های دگرجنسگرایانه ناشی از عدم تقارن طبقاتی، نژادی و جنسیتی ناکام مانده است». 

### ارجاعات
1. 1 2 3 4  Fawaz & Smalls 2018.
2. 1 2 3  Alex, Finnis (2022-03-28). "What queer means, after Ariana DeBose becomes first queer woman of colour to win an Oscar". آی‌نیوز (به انگلیسی). Retrieved 2022-06-24.
3. 1 2 3 4 5 6  Rand 2004, p. 289.
4. 1 2  Conrad & Pelletier 2022, p. 81.
5. 1 2  Gray 2009, p. 214.
6. 1 2  Kadlec, Jeanna. "Where Does The Word "Queer" Come From?". Nylon (به انگلیسی). Retrieved 2022-06-24.
7. ↑  Stryker, Susan (2004). "Queer Nation" (PDF). glbtq.com.
8. 1 2 3  Highleyman, Liz (June 17, 2005). "What is the history of Queer Nation?". Seattle Gay News. Vol. 33, no. 24. p. 26. Retrieved March 14, 2024.
9. 1 2  Dahl 2018, p. 338.
10. 1 2 3  Ponce 2018, p. 315.
11. 1 2  Hagen 2022, p. 999.
12. 1 2  Rand 2004, p. 292.
13. ↑  Rand 2004, p. 293.
14. 1 2  Rand 2004, p. 290.
15. 1 2  Rand 2004, p. 291.
16. ↑  Panfil 2020, p. 1715.
17. ↑  Shollenberger 2022, p. 113.
18. 1 2 3  Nair, Yasmin (July 24, 2013). "Queer: What Is It Good For? Language and the LGBT movement". Windy City Times. Vol. 28, no. 42. p. 1. Retrieved March 14, 2024.
19. ↑  Highleyman, Liz (July 16, 2015). "Activists celebrate Queer Nation anniversary". Bay Area Reporter. Vol. 45, no. 29. Retrieved March 14, 2024.
20. ↑  Dahl 2018, p. 337.
21. ↑  Cohen 1997, p. 440.
22. ↑  Cohen 1997, p. 438.
23. ↑  Cohen 1997, p. 445.
24. ↑  Cohen 1997, pp. 446–447.
25. ↑  Cohen 1997, pp. 447–448.